# Zijoda Qobilova
Zijoda Ö’tkirovna Qobilova (uzbekisk kyrilliska: Зиёда Ўткировна Қобилова, latinska: Ziyoda Oʻtkirovna Qobilova), född 7 januari 1989 i Tasjkent, mest känd under sitt artistnamn Zijoda, är en uzbekisk sångerska och skådespelerska. Hon sjunger låtar på uzbekiska och persiska. Hon har även blivit känd utanför sitt hemland efter sin cover på Ruslanas låt "Wild Dances", som vann Eurovision Song Contest 2004. Hon har även skådespelat i ett antal uzbekiska dramafilmer. 

## Karriär
Zijoda blev känd i Uzbekistan på allvar då hon gjorde en uzbekisk cover på "Wild Dances", Ruslanas vinnarsång i Eurovision Song Contest 2004, med titeln "Sevmaganman". Hennes debutalbum släpptes i Uzbekistan år 2008. Hennes musikstil har beskrivits som en "fläckfri och modern mix av Centralasien, Arabien och västvärlden". År 2007 röstades hon fram till utmärkelsen årets bästa kvinnliga artist i Uzbekistan. År 2010 släpptes hennes låt "Baxt to'la" med musikvideo, ett exempel på hennes moderna musikvideor med inspiration från väst. Totalt har hon spelat in fler än ett dussin musikvideor till sina låtar och har även själv varit gästartist i ett par andra artisters videor.

## Filmografi
| År   | Titel              |
| ---- | ------------------ |
| 2007 | Bojvatjtja         |
| 2009 | Atjtjiq hajot      |
| 2011 | Bekortjilar makoni |
| 2011 | Enagalar           |
| 2011 | Utjrasjuv          |